# Antropogogia
Antropogogia um conceito que surge nos anos 70, do século XX, e alarga o mais conhecido que é pedagogia. Ambos utilizam o mesmo referido sufixo “gogia”, cujo sentido etimológico de raiz grega significa ‘conduzir/orientar’,  mas que divergem no prefixo, em que o segundo se refere a "paidós" que é criança e no primeiro temos “anthropos” que é ‘ser humano’, independente da sua idade.
Podemos então, definir este termo, amplamente, como "educação continuada" e também como "a orientação dos seres humanos", ou se pluralizado, “a conduta da humanidade”.
Conforme se lhe refere Felix Adam (1921-1991)ː
“A educação do homem de uma forma geral, em qualquer etapa de sua vida e em qualquer fase de seu desenvolvimento psicobiológico, em função de sua vida natural, social e ergológica”.
Existe ainda um autor, chamado Kenneth D. Benne, especialista em educação, que, igualmente no século passado, definiu a Antropogogia comoː
“O aprendizado e a reeducação das pessoas de todas as idades, para consolidar uma base adequada para a sobrevivência humana, destacando a importância de dominar os processos de pensamento crítico e inovador, a capacidade de ouvir e se comunicar com outras pessoas que tenham visões conflitantes sobre o mundo”.